# Agalychnis
Agalychnis és un gènere de granotes de la família dels hílids que es troba a l'Amèrica Central i a Sud-amèrica.